# Günther Schumacher
Günther Schumacher (nascido em 27 de julho de 1949) é um ex-ciclista alemão, campeão olímpico.
Schumacher duas vezes representou a Alemanha Ocidental nos Jogos Olímpicos (1972 e 1976), e ganhou a medalha de ouro em ambas as ocasiões na perseguição por equipes (4 000 m).